# 冨田和久
冨田 和久（とみた かずひさ、1963年7月17日 - ）は、日本の実業家、システムエンジニア。株式会社ピー・ビーシステムズ創業者で、同社代表取締役社長。

## 人物・来歴
福岡市東区生まれ。福岡県立福岡高等学校を経て、九州大学経済学部経済工学科卒業。1986年野村コンピュータシステム（現野村総合研究所）に入社し、システムエンジニアとなる。福岡に戻り、1992年シティアスコム入社。1997年ピー・ビーシステムズ設立、代表取締役社長。セキュアクラウドシステム事業などを展開し、2020年には地元振興のため福岡証券取引所Q-Boardに4年ぶりとなる単独上場を果たした。